# Distrito electoral de Glen Rock (condado de Nemaha, Nebraska)
Glen Rock (en inglés: Glen Rock Precinct) es un distrito electoral ubicado en el condado de Nemaha en el estado estadounidense de Nebraska. En el Censo de 2010 tenía una población de 273 habitantes y una densidad poblacional de 2,93 personas por km².

## Geografía
Glen Rock se encuentra ubicado en las coordenadas 40°28′22″N 95°49′46″O / 40.47278, -95.82944. Según la Oficina del Censo de los Estados Unidos, Glen Rock tiene una superficie total de 93.23 km², de la cual 93.2 km² corresponden a tierra firme y (0.04%) 0.04 km² es agua.

## Demografía
Según el censo de 2010, había 273 personas residiendo en Glen Rock. La densidad de población era de 2,93 hab./km². De los 273 habitantes, Glen Rock estaba compuesto por el 98.17% blancos, el 0.37% eran amerindios, el 0.37% eran de otras razas y el 1.1% pertenecían a dos o más razas. Del total de la población el 1.1% eran hispanos o latinos de cualquier raza.